# J.D. Martinez
Julio Daniel Martinez (Miami, 21 agosto 1987) è un giocatore di baseball statunitense, esterno e battitore designato per i New York Mets della Major League Baseball (MLB).

## Inizi e Minor League (MiLB)
Martinez frequentò le scuole superiori alla Flanagan High School di Pembroke Pines. Fu selezionato dai Minnesota Twins nel 36º turno del draft MLB 2006, ma scelse di non firmare. Si iscrisse alla Nova Southeastern University di Davie, giocando con la squadra del college. Entrò nel baseball professionistico quando fu selezionato nel 20º turno del draft 2009 dagli Houston Astros. Fu assegnato in Classe Rookie e durante la stagione fu promosso in Classe A. Nel 2010 iniziò in Classe A e a metà stagione venne promosso in Doppia-A. Iniziò la stagione 2011 in Doppia-A.

## Major League (MLB)

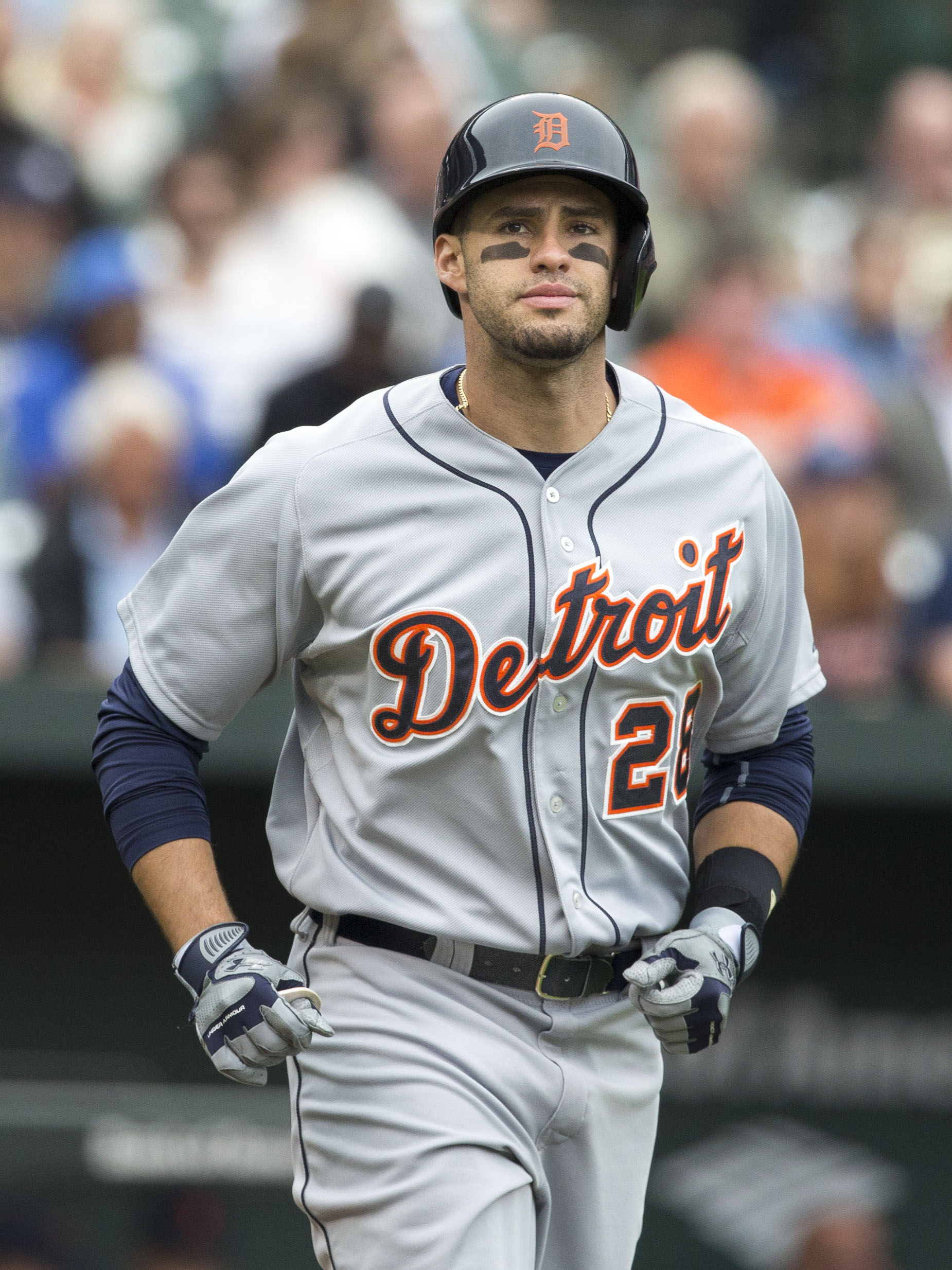
Martinez con i Tigers nel 2014

Martinez debuttò nella MLB il 30 luglio 2011 al Miller Park di Milwaukee contro i Milwaukee Brewers.
Il 13 aprile 2012, Martínez batté il primo fuoricampo di sempre registrato al Marlins Park, lo stadio dei Miami Marlins inaugurato pochi giorni prima a Miami.
Fu disattivato definitivamente dal roster degli Astros il 20 novembre 2013 e svincolato dal team il 22 marzo 2014. Il 24 marzo i Detroit Tigers raggiunsero un accordo con Martinez che firmò un contratto di minor league con la squadra. Martinez partecipò con i Tigers alla post-stagione 2014, la squadra vinse l'American League e disputò le World Series contro i San Francisco Giants, uscendone sconfitti.
Nel 2015 Martinez fu convocato per la prima volta per l'All-Star Game e, a stagione conclusa, venne premiato con il Silver Slugger Award.
Il 18 luglio 2017, i Tigers scambiarono Martinez con gli Arizona Diamondbacks in cambio dei giocatori Dawel Lugo, Sergio Alcántara e Jose King. Il 4 settembre, contro i Los Angeles Dodgers, Martinez diventò il 18º giocatore nella storia della MLB e il primo giocatore nella storia dei Diamondbacks, a battere quattro fuoricampo in una partita, nello specifico quattro fuoricampo consecutivi contro quattro diversi lanciatori.
Il 26 febbraio 2018, Martinez firmò un contratto di 5 anni del valore complessivo di 110 milioni, con i Boston Red Sox.
Il 29 dicembre 2022 ha firmato un contratto annuale con i Los Angeles Dodgers.

## Palmarès

### Club
- World Series: 1

Boston Red Sox: 2018

### Individuale
- MLB All-Star: 4

2015, 2018, 2019, 2021
- Silver Slugger Award: 3

2015, 2018
- Hank Aaron Award: 1

2018
- Capoclassifica dell'AL in punti battuti a casa: 1

2018
- Giocatore del mese: 2

NL: settembre 2017
AL: agosto 2018
- Giocatore della settimana: 9

AL: 7 (22 giugno 2014, 5 luglio 2015, 21 maggio 2017, 16 giugno 2017, 20 maggio 2018, 12 agosto 2018, 11 aprile 2021)
NL: 2 (10 e 17 settembre 2017)